# Чжао Менфу
Чжао Менфу (*1254 — †1322) — китайський каліграф, поет, державний діяч, один з визначних художників часів династі Юань.

## Життєпис
Походив із аристократичної родини Чжао. Був родичем імператорів з династії Сун. Народився у 1254 році у м. Усін. Молоді роки припали на період постійних військових дій монголів проти армій династії Південна Сун. Бої точилися з 1267 до 1279 року.
Чжао Менфу, вражений військовим захопленням батьківщини монголами, вирішив назавжди відмовитися від офіційного життя і присвятити своє життя  живопису та літературі. Покинувши розорену битвами столицю Південної Сун (м. Ліньань, тепер Ханчжоу, провінція Чжецзян), він оселився в м. Усін, ставши учнем і близьким другом Цянь Сюаня, приєднався до створеного тим  гуртка  «Вісім талантів (благородних особистостей) Усін», члени якого приступили до вироблення естетичної програми по збереженню національних художніх традицій в умовах чужоземного монгольського панування.
У 1286 році Чжао Менфу, всупереч заявам про неприйняття їм режиму монгольських завойовників, погодився на запрошення влади вступити на службу, і, приїхавши до столиці м. Даду, незабаром зайняв міцні позиції у середовищі столичної знаті. Спочатку стає членом академії Ханлінь, а незабаром й її керівником. Згодом він був призначений на відповідальні пости в центральних адміністративних установах, зокрема був військовим міністром, отримав маєтності та аристократичний титул гун, на кшталт герцога. Чжао Менфу залишався сановником протягом 26 років, кілька разів буваючи в Усін наїздами. 
Дочекавшись 60-річчя, що виповнилося у 1312 році, він подав у відставку і повернувся в рідне місто, маючи намір там залишитися, але через 7 років, знову приїхав в Даду, де і помер у 1322 році. Незважаючи на відставку і тривале перебування поза столицею, він до кінця своїх днів продовжував користуватися повагою влади та зберігати вплив при дворі імператора, монгола за походженням.

## Творчість
Чжао Менфу був виключно різнобічним художником, з рівним успіхом творив у пейзажі — шань-шуй (山水, «живопис й зображення гір і вод»), жанрі «квіти і птахи» — хуа-няо (花鳥), зокрема «живописі бамбука» (мо-чжу 墨竹), і анімалістичному жанрі. В останньому випадку він створював картини, що зображують коней і монгольських вершників, котрі принесли йому визнання монгольської знаті. Ці твори нерідко розцінюються мистецтвознавцями як вияв лояльності художника до чужоземної монгольської династії. Однак доречно згадати, що коні були улюбленою темою китайських художників, як попередніх, так і наступних епох. До того ж лояльність в умовах монгольського панування була засобом виживання у ворожому оточенні.

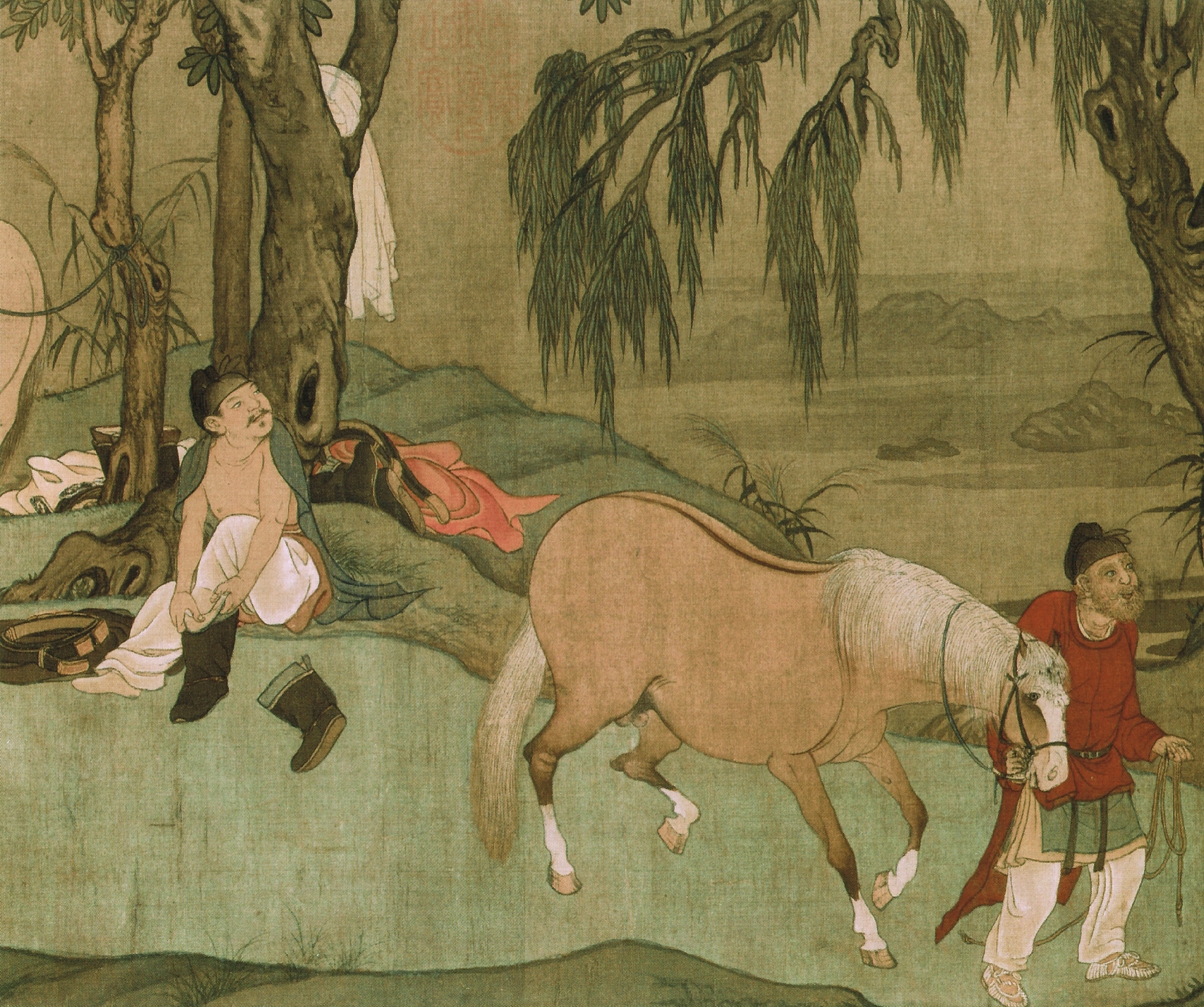
«Купання коней»

Про те, що Чжао Менфу звертався при створенні картин не стільки до сучасних йому реалій, скільки до національного художнього досвіду. Найвідомішим таким твором є панорамний сувій «Купання коней» або інша назва «Коні на водопої». У сюжеті, композиції і манерою виконання тварин це полотно стилізує роботи художників-анімалістів епохи Тан. Орієнтація на мальовничу традицію виражається також в умовно-архаїчної манері виконання пейзажного фону і колориті картини, що відрізняється насиченістю фарб і загальною декоративністю, нагадуючи Танський живопис у «синьо-зеленій гамі». Подібним чином виконана і невелика за форматом картина «Коні на водопої в осінньому передмісті».

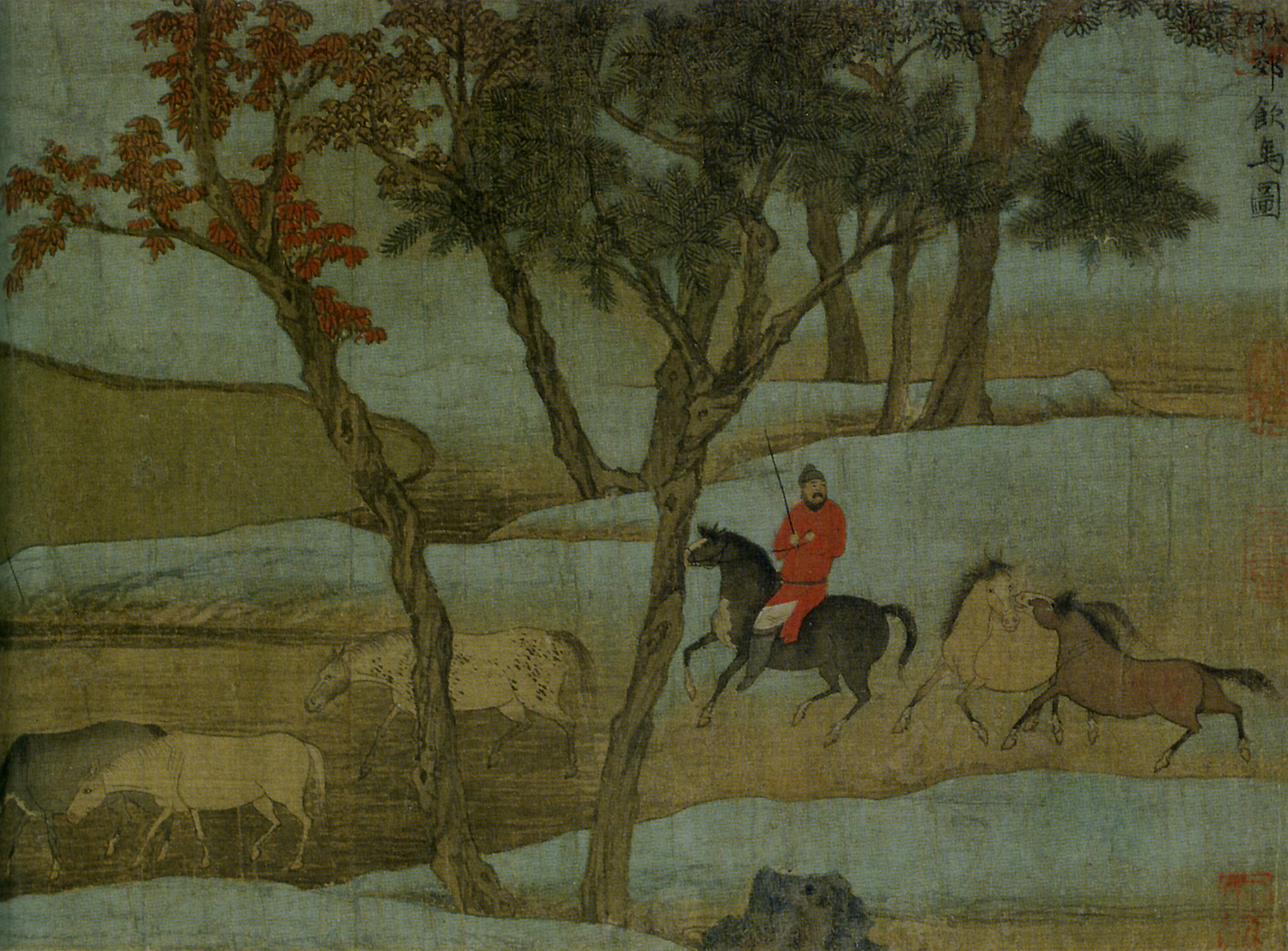
«Коні на водопої в осінньому передмісті»

Чжао Менфу в складній ситуації іноземного правління досяг в малярстві вдалого художнього компромісу, якій багато в чому і був зобов'язаний своїм високим соціальним становищем і славою. Оперуючи образами, добре зрозумілими та близькими політичній владі, він, разом з тим, використовував анімалістичний жанр для реалізації колись виробленої «усінськими талантами» естетичної програми, яка закликала сучасників звертатися до шедеврів минулих епох заради збереження національної мистецької спадщини і національної культури.

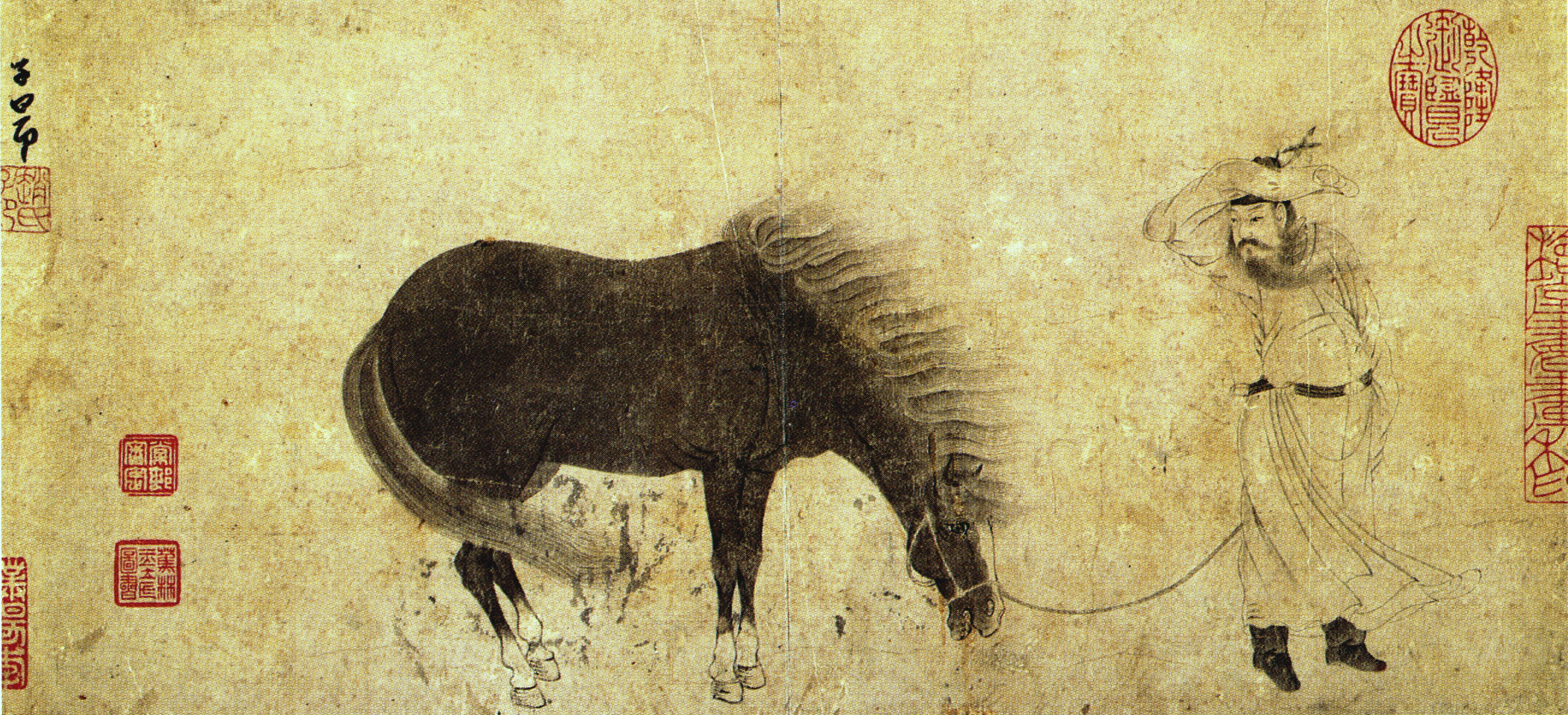
Коней попередньо навчають, розвиваючи їх вроджені здібності.

Характерним зразком може служити сувій «Осінні кольори в горах Цяо і Хуа», що було створено у в 1295–1296 роках. Близький план сувою займає зображення заростей очерету біля краю озера або річкової низини, стиснутих пологими берегами, на яких височать вікові хвойні та листяні дерева. На другому плані праворуч видно масив пірамідальної гори, що тягнеться у вишину. Вдалині — рівний водяний простір з'єднується з небом, а розкидані по воді човни з рибалками здаються непропорційно крихітними, порівняно з деревами на березі. Зображення гір і дерев виконані нібито у примітивній й разом з тим фантазійній манері. У яскравому, насиченому колориті переважають зелено-сині тони, підкреслені контрастними червонувато-оранжевими плямами осіннього листя на деревах. У полотні гармонійно поєднані елементи різних живописних напрямків танського «синьо-зеленого пейзажу», сунського академічного живопису та «туманно-хмарного стилю» Мі Фу й Мі Юженя, результатом чого з'явився зовсім ірреальний пейзаж, який ніби прийшов зі стародавніх легенд або навіяний снами людини, що тужить за минулим.

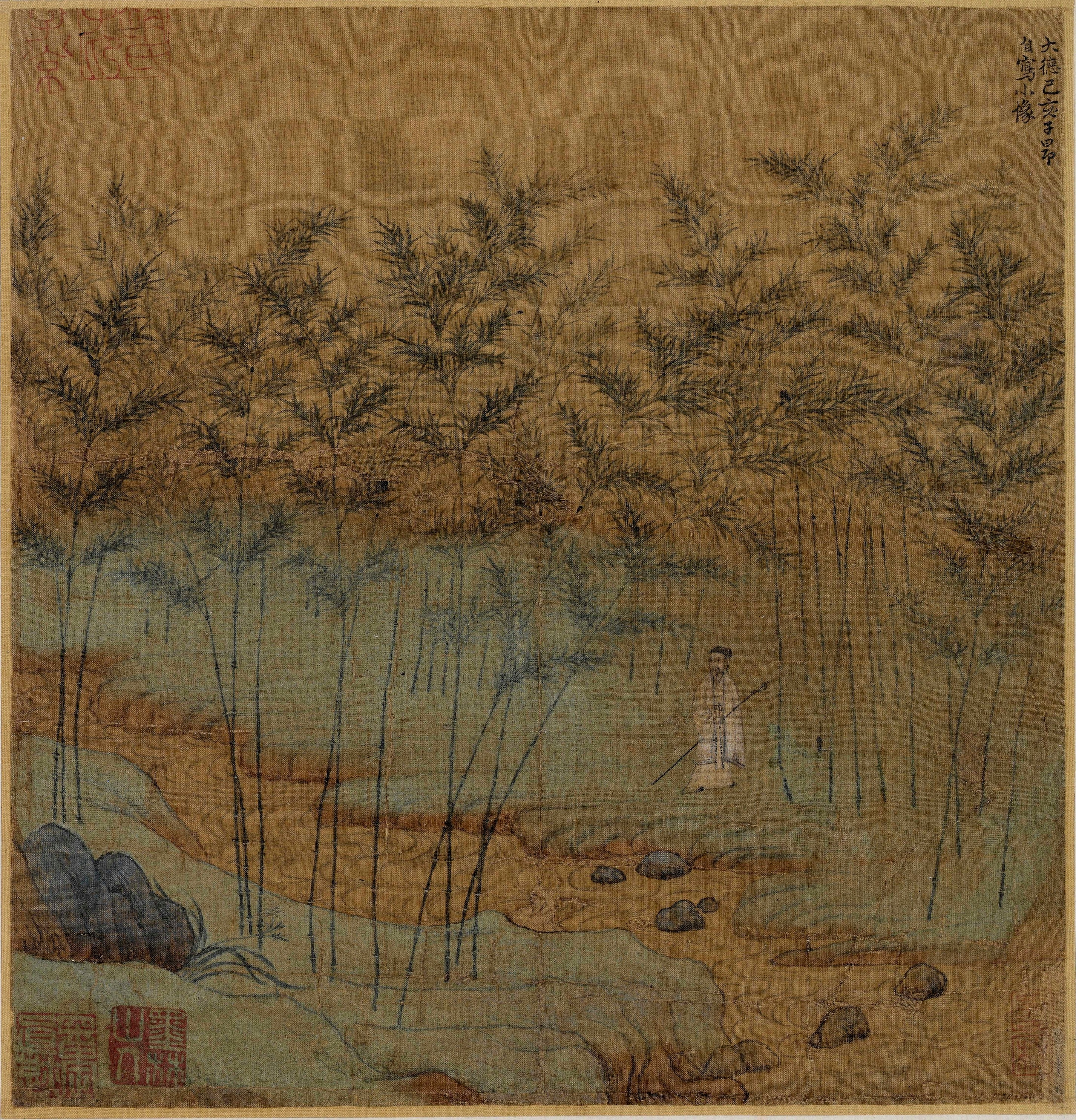
«Автопортрет»

До цього чудового твору примикає низка інших близьких за характером робіт Чжао Менфу, зокрема альбомний аркуш «Хатина, крита очеретом серед сосен» та картина «Автопортрет».

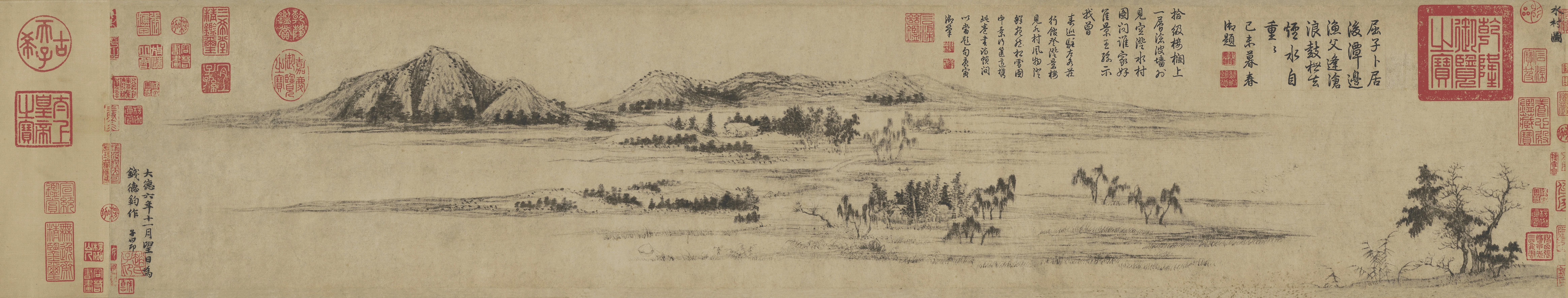
«Село біля річки»

Творча спадщина Чжао Менфу включає в себе і зовсім інші за стилістикою пейзажі, наприклад «Східні гори біля озера Дунтін», «Село біля річки». Перший з названих сувоїв виконаний у монохромній техніці, точно наслідуючи манері Дун Юаня, одного із засновників традиції «південного» пейзажу. Другий ландшафт представляється варіацією на тему творів майстрів Академії живопису епохи Південна Сун — Лі Тана, Ма Юаня, Ма Ліня, відзначений камерністю, ліричністю і м'якістю колірної гами.
До монохромних творів Чжао Менфу належить альбомний аркуш «Сухі дерева і пахучі камені», який зображує валун оточений висохлими кострубатими деревами на тлі затягнутих хмарним серпанком скель. Естетичний ефект композиції визначає тонка робота пензля у малюнку дерев, що складає противагу техніці зображення скель на задньому плані, виконаних розмиванням.

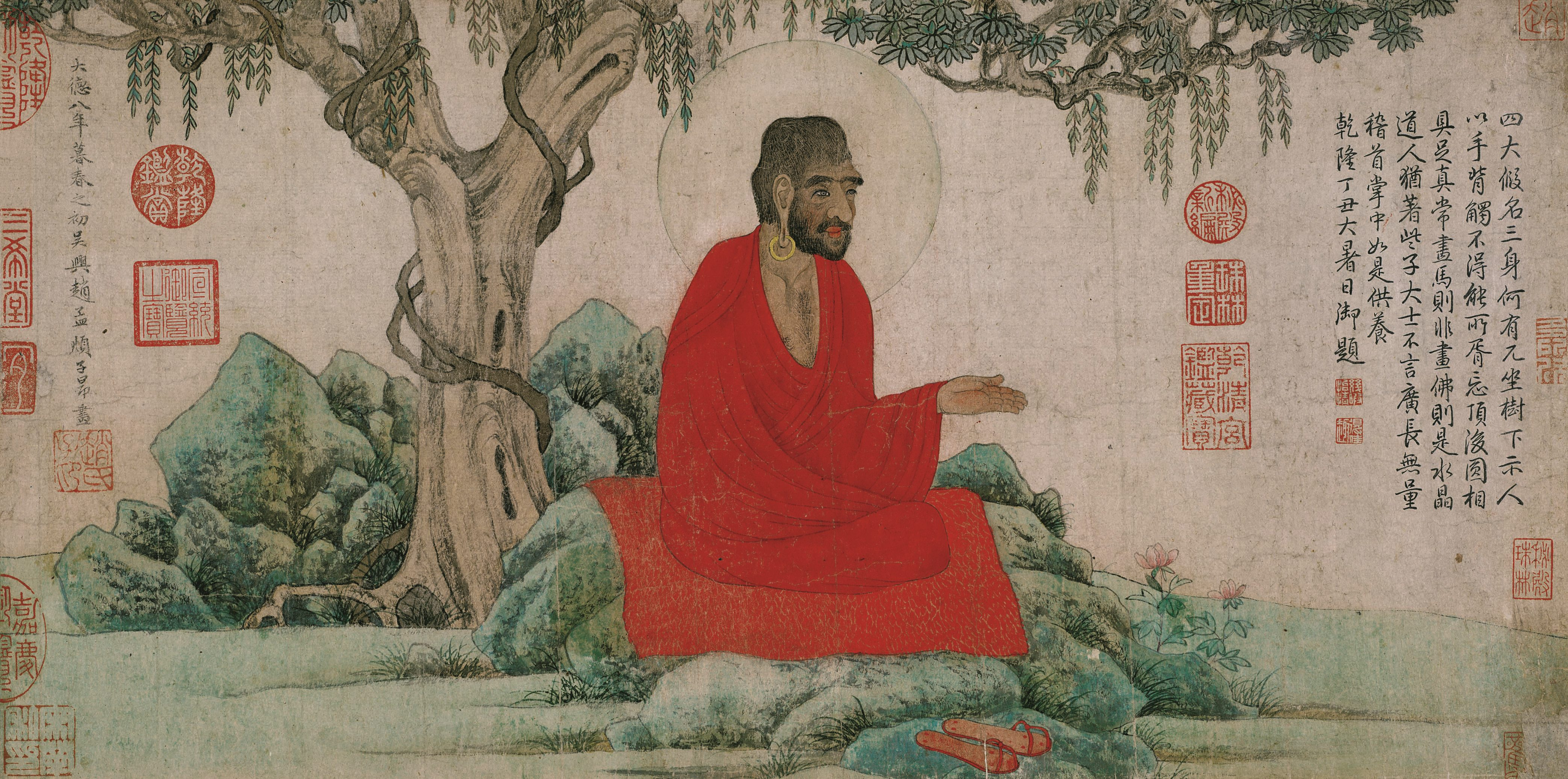
«Архат в червоному вбранні»

Колористична майстерність Чжао Менфу проявляється у картині «Архат в червоному вбранні», що показує буддиського святого, який сидить на кам'яних валунах під розкидистим деревом. Композиція виконана в інтенсивних зелено-коричневих (деревна крона, валуни) і червоних тонах (вбрання монаха і квіти біля каменів), оригінальне поєднання яких надає їй виразність.

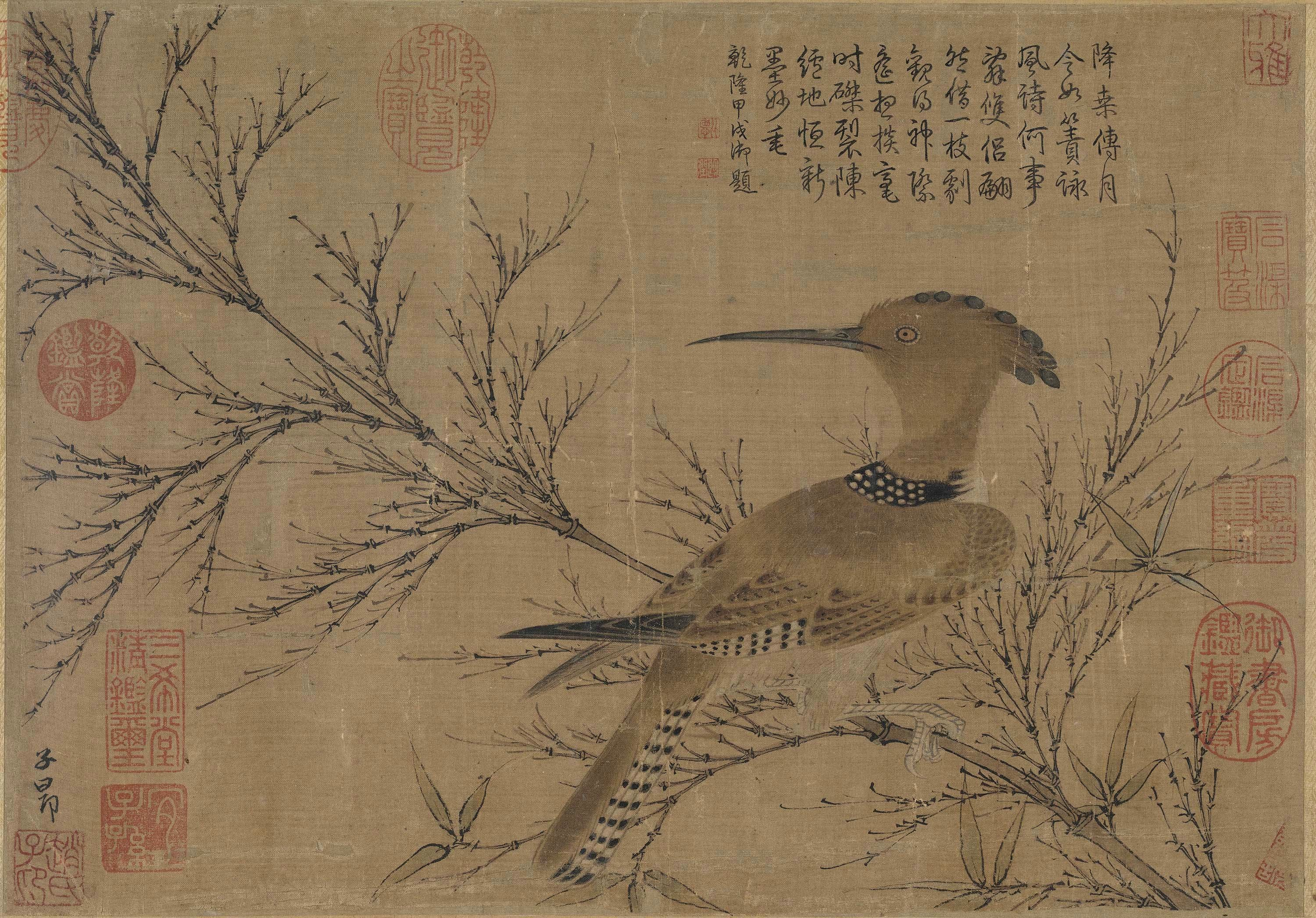
«Одуд на бамбуку»

Серед робіт Чжао Менфу в жанрі «квіти і птахи» найнезвичайнішим витвором є картина, що має важкий для перекладу назву «Ю хуан дай шен», тобто «Таємничий паросток бамбука, що несе на собі птаха». Виконана у пастельних, коричнево-сірих тонах, композиція об'єднує зображення сильно стилізованого бамбука, більше схожого на гілку хвойного дерева, і птаха, що сидить на ньому. Птах віддалено нагадує одуда.
Послідовниками Чжао Менфу стали його сини Чжао Юн і Чжао І, а також учні — Чжу Дежун й Ван Юань.

## Літературна діяльність
Свого часу був відомим поетом. Складав вірші, продовжуючи традиції китайської поезії часів Тан й Сун. Темами віршів були природа, відомі місцини, уславлені особистості. Найвідомішим є «Могила полководця Юе Фея».

## Каліграфія
Здебільшого намагався розвинути досягненення своїх попередників. Одним з внесків до китайської каліграфії стало відродження та розвиток стилю чжанцао. Також Чжао Менфу багато зробив для поширення й оновлення каліграфічного стилю Цзінь. Він стверджував, що «письмо далеко не завжди просто» і робив наголос на тому, що важливий перше за все сенс. Він розробив стиль «чжао», який характеризують як «м'який і елегантний» і «прекрасний і витончений», це також пояснюється тим, що він багато в чому звертався до стилю попередньої епохи і був прихильником буддизму. Це також стосується й естетики цього витонченого і простого стилю, який сприяє духовному визволенню. Чжао Менфу також вважав, що живопис і каліграфія повинні бути пов'язані і слід звертати увагу на форму ієрогліфів.

## Родина
Дружина — Гуань Даошен (1261–1319)
Діти: 
- Чжао Юн (1298—д/н)
- Чжао І (д/н)